# 安里八幡宮
26°13′16.0″N 127°41′41.8″E / 26.221111°N 127.694944°E
安里八幡宮是日本沖繩縣的一個神社，位於那霸市安里。它是琉球八社之一，也是琉球八社中唯一一座八幡宮。

## 历史
根據《琉球國由來記》記載，第一尚氏王朝的尚德王親自率兵遠征奇界島（今喜界島）。途經安里村的時候，尚德王拈弓搭箭，仰天祝曰：「若我得平奇界，一矢射鳥落；若平不得，又射不得。」果然將飛鳥射落於地。在海上，琉球艦隊拾獲一口巨鐘。尚德王認為這是八幡神所賜。尚德王所率艦隊最終以沉重代價征服了奇界島。歸國後，便下令在射落飛鳥的地方建立神社，以祭祀八幡神（即應神天皇、神功皇后、玉依姬命）；又建立神德寺以作為安里八幡宮的別當寺，將拾獲的巨鐘懸掛在神德寺裡。《中山世譜》、《球陽》中也有相同的記載；不過日本僧人袋中良定所著的《琉球神道記》中，則記載該神社為尚泰久王建立。
安里八幡宮的所有經費都由琉球王府提供。1879年，琉球被日本吞併，改為沖繩縣。安里八幡宮在日本近代社格制度中被列為無格社，因此無法獲得日本政府的經濟支持。安里八幡宮腐朽嚴重，本殿的支柱被白蟻侵蝕，再加上暴風雨的長年破壞，隨時有倒塌的危險。
安里八幡宮在1945年沖繩島戰役中被完全燒毀，戰後獲得重建。神社所在地的高地是美國海軍陸戰隊史上最慘烈的激戰地糖糕丘(Sugar Loaf Hill)戰鬥的古戰場。